# Isocolie
L'isocolie (substantif féminin), du grec iso ("égalité") et kôlon ("membres"), est une figure de style consistant en un équilibre rythmique entre les différents constituants d'une phrase. Le terme désigne en particulier, en rhétorique classique, l'égalité rythmique dans une période poétique d'au moins deux membres égaux dans un vers.

## Exemple
« Nous aurons des lits / pleins d'odeurs légères,

Des divans profonds, / comme des tombeaux,

Et d'étranges fleurs / sur des étagères,

Écloses pour nous / sous des cieux plus beaux »

— Charles Baudelaire, La mort des amants dans Les Fleurs du mal

## Définition

### Définition linguistique
L'isocolie est une figure formelle de répétition phonique à l'identique. Elle se fonde sur une mesure harmonique de la période qui est une phrase constituée de deux à quatre membres, dont le sens demeure suspendu jusqu'à la fin; la période poétique est donc une unité de forme et de sens. La période la plus simple est constituée de deux membres, la protase et l'apodose: « Rien ne sert de courir (protase), il faut partir à point (apodose) » (Jean de La Fontaine). La protase s'accompagne le plus souvent d'une tonalité montante, et l'apodose d'une tonalité descendante. La frontière entre la protase et l'apodose constitue le sommet ou acmé de la période. L'isocolie est donc une égalité métrique parfaite (même nombre de syllabes ou pieds poétiques). C'est donc avant tout une figure liée à la versification. Elle détermine donc la cadence lorsqu'elle n'est pas respectée: majeure (apodose plus volumineuse que la protase) ou mineure (cas inverse).

### Définition stylistique
L'isocolie vise un effet avant tout rythmique et prosodique (respect des pieds imposés pour le poète), mais stylistiquement, il s'agit de mettre en relief les membres du vers ou de la phrase concernés. La répétition sur laquelle se fonde l'isocolie permet une insistance, une accumulation ou une emphase sur le propos exprimé. On la retrouve surtout dans les types de textes démonstratifs poétiques ou prosaïques où l'isocolie peut être un facteur d'équilibre des arguments et permettre une adéquation du contenu et de la forme; Charles Baudelaire notamment dans La Mort des amants. La poésie hermétique symboliste comme celle de Prosper Mérimée y a enfin souvent recours afin de donner au poème une régularité imposant au lecteur une solennité rhétorique.
En rhétorique on parle de kôlons (égalité en grec, d'où son nom) pour définir la figure de l'isocolie.
L'isocolie peut se retrouver en musique ou dans la publicité, afin de suggérer un effet d'insistance.

### Genres concernés
La poésie est le genre privilégié de l'isocolie en raison des règles contraignantes de versification. On peut éventuellement la retrouver en prose, dans des fragments poétiques notamment, mais elle ne constitue pas alors à proprement parler un élément récurrent et systématique.

## Historique de la notion
Gorgias conçoit l'isocolie parmi les quatre figures les plus efficaces de la rhétorique classique.

### Figures proches
Toutes les figures opérant sur le rythme et la prosodie, et spécifiquement poétique. 